# Fosforki
Fosforki są związkami chemicznymi fosforu z mniej elektroujemnym pierwiastkiem lub pierwiastkami. Związki dwuskładnikowe są tworzone z większością pierwiastków o niższej elektroujemności, z wyjątkiem Hg, Pb, Sb, Bi, Te i Po. Zazwyczaj istnieje pewien zakres stechiometrii dla połączeń z danym pierwiastkiem; na przykład, potas posiada 9 fosforków: (K
3P, K
4P
3, K
5P
4, KP, K
4P
6 K
3P
7, K
3P
11, KP
10.3, KP
15), a nikiel ma ich osiem (Ni
3P, Ni
5P
2, Ni
12P
5, NiP
2, Ni
5P
4, NiP, NiP
2, NiP
3).
Ze względu strukturę i reaktywność można je podzielić na:
- głównie jonowe z jonami P3−
. Do tej grupy można zaliczyć fosforki metali grupy I i II układu okresowego, np. Na
3P i Ca
3P
2,
- polifosforki z jonami P4−
2, klastrowymi jonami P3−
11, polimeryczne aniony łańcuchowe (jak np. spiralne jony (P−)n), w postaci złożonych arkuszy czy anionów o strukturze 3D,
- związki z pojedynczymi atomami fosforu w sieci krystalicznej metalu, które mogą posiadać właściwości półprzewodnikowe (GaP) do właściwości metali pod względem przewodzenia prądu elektrycznego (np. TeP)[2].

Dwa jony polifosforkowe; P4−
3, w K4P3 i jon P5−
4 w K
5P
4, są anionorodnikami z nieparzystą liczbą elektronów walencyjnych sprawiając, że oba związki są paramagnetykami.

## Reakcje
Fosforki mogą powstawać w bezpośrednich reakcjach między pierwiastkami, np:
BCl3 + AlP → BP + AlCl3 (950 °C)
Na + P → Na3P + Na2P5 (200 °C)
W zależności od związku, mniej stabilne fosforki mogą rozkładać się w wodzie lub rozcieńczonych kwasach:
Ca3P2 + 6H2O → 3Ca(OH)2 + 2PH3
Ca3P2 + 6HCl → 3CaCl2 + 2PH3

## Przykłady
- Fosforek glinu (AlP)
- Fosforek indu (InP)
- Fosforek wapnia (Ca3P2)
- Fosforek miedzi(I) (Cu3P)
- Schreibersyt